# Fairfield Challenger 1993
Il Fairfield Challenger 1993 è stato un torneo di tennis facente parte della categoria ATP Challenger Series nell'ambito dell'ATP Challenger Series 1993. È stata la seconda e ultima edizione del torneo, si è giocato a Fairfield (California) negli Stati Uniti dal 20 al 26 settembre 1993 su campi in cemento.

## Vincitori

### Singolare
Steve DeVries ha battuto in finale  Jared Palmer con il punteggio di 6–4, 4–6, 6–2

### Doppio
Alex O'Brien /  Jared Palmer hanno battuto in finale  Matt Lucena /  Brian MacPhie con il punteggio di 6–3, 7–5